# Lucien Leuwen
Lucien Leuwen è un romanzo rimasto incompiuto di Stendhal, scritto nel 1834 e interrotto per il timore da parte dell'autore d'incorrere nella censura della Monarchia di Luglio; venne pubblicato postumo nel 1894.

## Trama
Lucien, un giovane che frequenta l'École Polytechnique, viene espulso in quanto sospettato d'avere simpatie repubblicane e per aver cercato di partecipare ai moti insurrezionali del 1834. Il padre, un ricco banchiere parigino, gli ha permesso allora d'intraprendere la carriera militare nel reggimento dei lancieri; appena raggiunto il grado di tenente s'appresta a lasciare la città di Nancy dove risiedeva la sua guarnigione.
Per divertimento inizia a frequentare l'aristocrazia ultra-conservatrice monarchica; s'innamora presto di Madame de Chasteller, una giovane vedova legittimista. La storia ruota attorno alle difficoltà incontrate da queste persone, le cui origini sociali sembrano andare contro il libero dispiegarsi della passione: vari personaggi ruotano attorno a Lucien, tra cui il dottor Du Poirier, che ha messo a punto un piano per tentar di scoraggiare l'amore tra il giovane e la bella donna.
L'influenza paterna gli ha offerto intanto la carica di segretario presso il ministro degli interni, il signor de Vaize; la sua funzione lo porta così a partecipare al voto per le elezioni in Normandia della Camera, che dovrebbero costituire una svolta per tutta la sua carriera: l'elezione d'un deputato ultra-monarchico però cade a scapito del candidato repubblicano.
Al suo ritorno dalla missione, Lucien viene accusato della responsabilità per la sconfitta davanti ai propri superiori; questo mentre il padre, rimasto come candidato di supporto, viene sorprendentemente eletto. Nel bel mezzo del clamore parlamentare, monsieur Leuwen attacca direttamente il ministro e difende l'onore violato del figlio; dopo il discorso pieno d'arguzia svolto davanti all'Assemblea, appare chiaro che la propria influenza sia in crescita. L'uomo però, disilluso dal comportamento politico, si lamenta amaramente con la moglie.
L'ambizione di portare avanti la carriera del marito (probabile successore dell'attuale ministro) porta intanto la signora Grandet a cercare di sedurre il giovane Lucien, che però rimane al momento del tutto insensibile al suo fascino, prima d'innamorarsi sinceramente. Il signor Leuwen muore, completamente rovinato. Il romanzo termina quando Lucien si trova a dover partire per Roma.

## Edizioni italiane
- Lucien Leuwen, traduzione di Corrado Pavolini, Milano, Fratelli Treves, 1930.
- Lucien Leuwen, traduzione di e cura di Paolo Serini, Torino, Einaudi, 1956.
- Romanzi e Racconti, vol.III (Lucien Leuwen, Lamiel e abbozzi di romanzi), traduzione di Cesare Giardini, Firenze, Sansoni, 1957.
- Lucien Leuwen, traduzione di Sara Di Gioacchino-Corcos, prefazione di Diego Valeri, Collana Classici di tutti i paesi, Novara, De Agostini, 1965.
- Romanzi e racconti, vol.II, traduzione di Maurizio Cucchi, a cura di Mariella Di Maio, Collana I Meridiani, Milano, Mondadori, 2002, ISBN 978-88-04-50071-1.
- Lucien Leuwen, a cura di Lanfranco Binni, Collana I Grandi Libri n.547, Milano, Garzanti, 2008, ISBN 978-88-11-36647-8.